# لیپو هرتزکا
لیپو هرتزکا (مجاری: Lippo Hertzka؛ ۱۹ نوامبر ۱۹۰۴ – ۱۴ مارس ۱۹۵۱) یک بازیکن، و مربی فوتبال اهل مجارستان بود.
از باشگاه‌هایی که در آن بازی کرده‌است می‌توان به رئال سوسیداد اشاره کرد.